# بونيرة رقيقة الرأس
بونيرة رقيقة الرأس (الاسم العلمي:Ponera  leptocephala) هي نوع من حشرات تتبع جنس البونيرة من فصيلة النمليات.